# Nikola Atanasov
Nikola Atanasov Kitanov (bulgarsk: Никола Атанасов Китанов; født 25. oktober 1886 i Kjustendil - død 30. september 1969 i Sofia, Bulgarien) var en bulgarsk komponist, professor og lærer.
Atanassov hører til den første generation af betydningsfulde komponister. Han studerede komposition på Musikkonservatoriet i Zagreb.
Atanassov var den første Bulgar der i 1912 komponerede en symfoni. Han har desuden skrevet tre symfonier orkesterværker, kammermusik, vokalværker etc.
Han var ligeledes professor og lærer i komposition på bl.a. Musikkonservatoriet i Sofia og Musikkonservatoriet i Stara Zagora.

## Udvalgte værker
- Symfoni nr. 1 (1912) - for orkester
- Symfoni nr. 2 (1928) - for orkester
- Symfoni nr. 3 (1931) - for orkester
- "Månen og Skoven" (1931) (overture) - for orkester
- "Hristo Botev" (1927) - (overture) - for orkester